# Deck the Halls
Deck the Halls (no Brasil, Um Natal Brilhante; e em Portugal, Um Vizinho a Apagar) é um filme americano de 2006, do gênero comédia natalina, dirigido por John Whitesell e estrelado por Danny DeVito e Matthew Broderick.

## Sinopse
Na pequena cidade de Cloverdale, o dentista Steve Finch (Matthew Broderick) é considerado um especialista quando o assunto é Natal. No início da época natalina, o vendedor de carros recém-chegado a cidade, Buddy Hall (Danny DeVito), descobre que sua casa não pode ser visualizada pelo satélite My Earth (paródia do Google Earth) e decide enfeitá-la com todos os tipos de luzes enfeites de Natal para que esta seja vista até mesmo, do espaço.
O simpático Buddy passa a dedicar-se inteiramente a sua decoração de natal e acaba atraindo a atenção dos moradores da cidade, o que acaba ameaçando o posto de seu vizinho competitivo. Finch percebe que está sendo ofuscado pelo glamour de Buddy e os dois iniciam uma verdadeira disputa para decidir quem é o melhor especialista em Natal da cidade.

## Elenco
- Matthew Broderick como Dr. Steve Finch
- Danny DeVito como Buddy Hall
- Kristin Chenoweth como Tia Hall (esposa de Buddy)
- Kristin Davis como Kelly Finch (esposa de Steve)
- Alia Shawkat como Madison Finch (filha de Steve)
- Dylan Blue como Carter Finch (filho de Steve)
- Sabrina Aldridge como Ashley Hall (filha de Buddy)
- Kelly Aldridge como Emily Hall (filha de Buddy)
- Jorge Garcia como Wallace
- Jackie Burroughs como Senhora Ryor
- Fred Armisen como  Gustave
- Gillian Vigman como Gerta
- Jill Krop como Ele mesmo
- SuChin Pak como Ela mesma
- Shannon Ostrom como Bystander
- Vu Huynh como Kid Next Door
- Nicola Peltz como Mackenzie
- Kal Penn como Diretor do MyEarth
- Sean O'Bryan como Prefeito Young
- Gary Chalk como O Oficial Dave

## Recepção
No site agregador de críticas Rotten Tomatoes, 6% das 82 resenhas dos críticos são positivas. O consenso diz: "Baseando-se num humor plano e uma trama absurda (...) é um filme de feriado mesquinho e desnecessário que faz pouco para colocar os espectadores em um clima de férias".